# Conclave de 1689
O Conclave de 1689 foi convocado após a morte do Papa Inocêncio XI. Isso levou à eleição de Pietro Vito Ottoboni como Papa Alexandre VIII. O conclave viu facções anteriores unirem-se porque não possuíam força numérica e viram o surgimento dos zelanti como uma força política na eleição do próximo papa. Ottoboni acabou sendo eleito por unanimidade com o consentimento dos monarcas seculares, tornando-se o primeiro veneziano em mais de 200 anos a ser eleito papa.

## Segundo plano
A questão política central sobre o papado durante o pontificado de Inocêncio XI foi a tensão diplomática entre o papado e a monarquia francesa sobre o droit de régale, o direito reivindicado dos monarcas franceses de receber a renda das dioceses durante o interregno entre a morte de um bispo e a instalação de um novo.  Em resposta a um touro de Inocente condenando a prática, os franceses realizaram um sínodo nacional em 1682, que manteve esse direito do rei. Inocente, em troca, recusou-se a confirmar os bispos franceses, fazendo com que houvesse 35 vagas em 1688. Luís XIV respondeu em espécie, tomando o território papal de Avignon.
Nos assuntos eclesiásticos, Inocêncio demorou a criar cardeais, esperando até 1681, cinco anos após sua eleição, por suas primeiras criações. Naquela época, ele criou dezesseis cardeais, todos italianos. Isso causou raiva entre os monarcas católicos, porque havia poucos não italianos na faculdade na época. Em sua próxima criação de cardeais, em 1686, ele criou 27 cardeais, incluindo um cardeal francês e onze outros não italianos. No total, durante o pontificado de Inocente, ele criou um total de quarenta e três cardeais, enquanto cinquenta e dois haviam morrido.

## Conclave
Inocêncio XI morreu em 12 de agosto de 1689. No momento de sua morte, havia oito vagas no Colégio de Cardeais .  O conclave para eleger seu sucessor foi aberto em 23 de agosto de 1689, mas devido à chegada tardia dos cardeais franceses, nenhuma votação significativa ocorreu até um mês depois. [4] Os cardeais franceses chegaram a Roma em 23 de setembro de 1689 e entraram no conclave em 27 de setembro. O touro de 1621 de Gregório XV, Aeterni Patris Filius, estabeleceu o limite para a eleição por escrutínio em dois terços dos eleitores participantes.
Cinqüenta e três cardeais participaram do conclave de 1689 e sete deles não eram italianos. Dos cardeais italianos, dezessete eram dos Estados papais. As criações de Inocente XI geralmente não estavam alinhadas com nenhum dos governantes seculares da época, e isso se refletiu na eleição com a facção francesa com apenas cinco membros, enquanto os cardeais alinhados com os Habsburgos , que governavam a Espanha e o Sacro Império Romano, numerado somente sete. O esquadrão Volante , que esteve presente em conclaves recentes, não foi um fator no conclave de 1689, devido às recentes mortes de Cristina da Suécia, rainha da Suécia e Decio Azzolino. Em vez disso, o colégio viu o surgimento de uma influente facção zelanti com nove membros que procuravam "[...] eleger o melhor papa, independentemente de laços políticos". 
Francisco Maria de Médici assumiu o comando do contingente espanhol , enquanto Rinaldo d'Este liderava as facções francesas. Flavio Chigi e Paluzzo Paluzzi Altieri degli Albertoni, que anteriormente lideravam facções, combinaram suas forças devido ao seu número reduzido e se juntaram a Benedetto Pamphili e Medici. Charles d'Albert d'Ailly, duque de Chaulnes, serviu com d'Este e o marquês de Tore como conselheiros de Luís XIV em relação ao conclave. Medici foi acompanhado por Luis Francisco de la Cerda como embaixador espanhol na Santa Sé. Leopoldo I do Sacro Império Romano-Germânico despachou Antônio Floriano de Liechtenstein príncipe do Liechtenstein para o conclave como seu representante, não se contentando em ser representado por Medici. Liechtenstein foi recebido em audiência nas portas do conclave em 27 de setembro e d'Ailly em 2 de outubro.
Raimondo Capizucchi e Gregório Barbarigo foram considerados no início do conclave, mas nenhum deles foi eleito. Em 20 de setembro, houve rumores de que Barbarigo havia sido eleito, mas mais tarde foi relatado que ele havia pedido aos cardeais que não votassem nele.

## Eleição de Alexandre VIII

Brasão papal de Sua Santidade o papa Alexandre VIII

Pietro Vito Ottoboni era visto como o candidato mais qualificado desde a abertura do conclave, mas os que o apoiavam se moveram com cautela, porque se previa que ele teria inimigos como veneziano. Ele foi apoiado pelos zelanti , bem como por Chigi. Chigi acabou convencendo Medici e Altieri a apoiar Ottoboni. Ele não era o candidato favorito de Leopoldo I, e Luís XIV inicialmente se opôs à sua eleição, mas ambos acabaram concordando. Seus apoiadores também prometeram que ele confirmaria os bispos franceses que Innocent XI se recusara a confirmar, e esse foi o passo final para garantir sua eleição. Ottoboni tinha 79 anos quando o conclave foi aberto, e isso também foi visto como um fator positivo em sua eleição.
Em 6 de outubro de 1689, Ottoboni foi eleito Papa Alexandre VIII por unanimidade por quarenta e nove eleitores cardeais. Ele foi o primeiro papa veneziano em mais de dois séculos. Ottoboni decidiu tomar o nome de Alexandre em homenagem ao tio de Flavio Chigi, Alexandre VII, como Chigi havia ajudado em sua eleição, e também respeitava o Papa Alexandre III, que era popular entre os venezianos. Ele havia originalmente considerado o nome Urbano, em homenagem a Urbano VIII, que havia ajudado a iniciar sua carreira, antes de se estabelecer em Alexandre.

## Cardeais participantes
| Consistóro                    | 1689 |
| ----------------------------- | ---- |
| Março 1645                    | 1    |
| Outubro 1647                  | 1    |
| Fevereiro 1652                | 1    |
| Junho 1653                    | 1    |
| Consistórios de Inocêncio X   | 4    |
| Abril 1657                    | 2    |
| Abril 1658                    | 1    |
| Abril 1660                    | 1    |
| Janeiro 1664                  | 2    |
| Fevereiro 1666                | 1    |
| Março 1667                    | 1    |
| Consistórios de Alexandre VII | 8    |
| Agosto 1669                   | 2    |
| Novembro 1669                 | 2    |
| Consistórios de Clemente IX   | 4    |
| Dezembro 1670                 | 1    |
| Agosto 1671                   | 1    |
| Fevereiro 1672                | 2    |
| Junho 1673                    | 3    |
| Maio 1675                     | 3    |
| Consistórios de Clemente X    | 10   |
| Setembro 1681                 | 10   |
| Setembro 1686                 | 24   |
| Consistórios de Inocêncio XI  | 34   |
| Total                         | 60   |

| Criado por                | Cardeais | Por Cento |
| ------------------------- | -------- | --------- |
| Papa Inocêncio X (IX)     | 04       | 6,67 %    |
| Papa Alexandre VII (AVII) | 08       | 13,33 %   |
| Papa Clemente IX (CIX)    | 04       | 6,67 %    |
| Papa Clemente X (CX)      | 010      | 16,67 %   |
| Papa Inocêncio XI (IXI)   | 034      | 56,67 %   |
| Total                     | 60       | 100 %     |

### Cardeais Bispos
| Nº | Nome                                    | Consistório    | Papa |
| -- | --------------------------------------- | -------------- | ---- |
| 1  | Alderano Cibo                           | Março 1645     | IX   |
| 2  | Pietro Vito Ottoboni                    | Fevereiro 1652 | IX   |
| 3  | Antonio Bichi                           | Abril 1657     | AVII |
| 4  | Flavio Chigi                            | Abril 1657     | AVII |
| 5  | Giacomo Franzoni                        | Abril 1658     | AVII |
| 6  | Paluzzo Paluzzi Altieri degli Albertoni | Janeiro 1664   | AVII |

### Cardeais Presbíteros
| Nº | Nome                                                | Consistório    | Papa |
| -- | --------------------------------------------------- | -------------- | ---- |
| 7  | Carlo Barberini                                     | Junho 1653     | IX   |
| 8  | Gregorio Barbarigo                                  | Abril 1660     | AVII |
| 9  | Giannicolò Conti                                    | Janeiro 1664   | AVII |
| 10 | Giulio Spínola                                      | Fevereiro 1666 | AVII |
| 11 | Giovanni Dolfino                                    | Março 1667     | AVII |
| 12 | Emmanuel Théodose de la Tour d'Auvergne de Bouillon | Agosto 1669    | CIX  |
| 13 | Gasparo Carpegna                                    | Dezembro 1670  | CX   |
| 14 | César d'Estrées                                     | Agosto 1671    | CX   |
| 15 | Piero de Bonzi                                      | Fevereiro 1672 | CX   |
| 16 | Vincenzo Maria Orsini, O.P.                         | Fevereiro 1672 | CX   |
| 17 | Francesco Nerli                                     | Junho 1673     | CX   |
| 18 | Girolamo Casanate                                   | Junho 1673     | CX   |
| 19 | Federico Baldeschi Colonna                          | Junho 1673     | CX   |
| 20 | Galeazzo Marescotti                                 | Maio 1675      | CX   |
| 21 | Fabrizio Spada                                      | Maio 1675      | CX   |
| 22 | Philip Howard, O.P.                                 | Maio 1675      | CX   |
| 23 | Giambattista Spinola                                | Setembro 1681  | IXI  |
| 24 | Antonio Pignatelli di Spinazzola                    | Setembro 1681  | IXI  |
| 25 | Savo Millini                                        | Setembro 1681  | IXI  |
| 26 | Federico Visconti                                   | Setembro 1681  | IXI  |
| 27 | Raimondo Capizucchi, O.P.                           | Setembro 1681  | IXI  |
| 28 | Francesco Lorenzo Brancati de Lauria, O.F.M.Conv.   | Setembro 1681  | IXI  |
| 29 | Giacomo de Angelis                                  | Setembro 1686  | IXI  |
| 30 | Opizio Pallavicini                                  | Setembro 1686  | IXI  |
| 31 | Marcantonio Barbarigo                               | Setembro 1686  | IXI  |
| 32 | Carlo Stefano Anastasio Ciceri                      | Setembro 1686  | IXI  |
| 33 | Leopold Karl von Kollonitsch                        | Setembro 1686  | IXI  |
| 34 | Pier Matteo Petrucci, C.O.                          | Setembro 1686  | IXI  |
| 35 | Wilhelm Egon von Fürstenberg                        | Setembro 1686  | IXI  |
| 36 | Jan Kazimierz Denhoff                               | Setembro 1686  | IXI  |
| 37 | José Saenz d'Aguirre, O.S.B.                        | Setembro 1686  | IXI  |
| 38 | Leandro Colloredo, C.O.                             | Setembro 1686  | IXI  |
| 39 | Fortunato Ilario Carafa della Spina                 | Setembro 1686  | IXI  |

### Cardeais Diáconos
| Nº | Nome                              | Consistório   | Papa |
| -- | --------------------------------- | ------------- | ---- |
| 40 | Francesco Maidalchini             | Outubro 1647  | IX   |
| 41 | Carlo Cerri                       | Novembro 1669 | CIX  |
| 42 | Nicolò Acciaiuoli                 | Novembro 1669 | CIX  |
| 43 | Urbano Sacchetti                  | Setembro 1681 | IXI  |
| 44 | Gianfrancesco Ginetti             | Setembro 1681 | IXI  |
| 45 | Benedetto Pamphili, O.S.Io.Hieros | Setembro 1681 | IXI  |
| 46 | Domenico Maria Corsi              | Setembro 1686 | IXI  |
| 47 | Giovanni Francesco Negroni        | Setembro 1686 | IXI  |
| 48 | Fulvio Astalli                    | Setembro 1686 | IXI  |
| 49 | Gasparo Cavalieri                 | Setembro 1686 | IXI  |
| 50 | Francisco Maria de Médici         | Setembro 1686 | IXI  |
| 51 | Rinaldo d'Este                    | Setembro 1686 | IXI  |

## Ausentes

### Cardeais Presbíteros
| Nº | Nome                                           | Consistório   | Papa |
| -- | ---------------------------------------------- | ------------- | ---- |
| 1  | Luis Manuel Fernández de Portocarrero          | Agosto 1669   | CIX  |
| 2  | Francesco Buonvisi                             | Setembro 1681 | IXI  |
| 3  | Ângelo Maria Ranuzzi                           | Setembro 1686 | IXI  |
| 4  | Veríssimo de Lencastre                         | Setembro 1686 | IXI  |
| 5  | Marcello Durazzo                               | Setembro 1686 | IXI  |
| 6  | Etienne Le Camus                               | Setembro 1686 | IXI  |
| 7  | Johannes von Goes                              | Setembro 1686 | IXI  |
| 8  | Augustyn Michał Stefan Radziejowski            | Setembro 1686 | IXI  |
| 9  | Pedro de Salazar Gutiérrez de Toledo, O. de M. | Setembro 1686 | IXI  |